# Dugo Polje (Srbac)
Pour les articles homonymes, voir Dugo Polje.
Dugo Polje (en serbe cyrillique : Дуго Поље) est un village de Bosnie-Herzégovine. Il est situé dans la municipalité de Srbac et dans la république serbe de Bosnie. Selon les premiers résultats du recensement bosnien de 2013, il compte 268 habitants.

## Démographie

### Évolution historique de la population dans la localité
| 1948 | 1953 | 1961 | 1971 | 1981 | 1991 | 2013 |
| ---- | ---- | ---- | ---- | ---- | ---- | ---- |
| 253  | 237  | 419  | 347  | 356  | 332  | 268  |

|  |